# 坎普弗洛里杜
坎普弗洛里杜是巴西米纳斯吉拉斯州的一个市镇。总面积1261.726平方公里，总人口6570人，人口密度5.2人/平方公里。